# Chencha (woreda)
Cet article concerne un district éthiopien. Pour le chef-lieu du district, voir Chencha.
Chencha est un woreda du sud de l'Éthiopie situé dans la zone Gamo. 
Ce district a 111 686 habitants en 2007 et porte le nom de son chef-lieu Chencha. 
Il fait partie de la région des nations, nationalités et peuples du Sud jusqu'au transfert de la zone dans la région Éthiopie du Sud en août 2023.
Sa partie nord se détache vers 2020 pour former le nouveau woreda Ezo Kogota.
Le chef-lieu se détache également et forme désormais un district urbain distinct enclavé dans le district principal.
Situé au centre de la zone Gamo, le district occupe initialement les environs de Chencha, les environs d'Ezo au nord et les environs de Dorze au sud.
| Kucha | Boreda           |             |
| Dita  | Chencha          | Merab Abaya |
|       | Arba Minch Zuria |             |

Le recensement national de 2007 fait état de 111 686 habitants dans le district dont 12 % de citadins qui sont les 10 225 habitants du chef-lieu Chencha ainsi que 1 823 habitants à Ezo et 1 256 habitants à Dorze, le district recensé comprenant encore à l'époque le chef-lieu et le futur woreda Ezo Kogota.
Environ 62 % des habitants du district sont protestants, 37 % sont orthodoxes et 0,5 % sont de religions traditionnelles africaines.
En 2022, la population est estimée sur le même périmètre à 163 789 personnes avec une densité de population de 438 personnes par km2 et 373 km2 de superficie.
Le district se réduit entre-temps à 290 km2. Le nouveau woreda Ezo Kogota occupe en effet 78 km2 et quelques kilomètres carré sont attribués au nouveau district urbain,.